# لاکلاکیورت
لاکلاکیورت (به لاتین: Laklakyurt) یک منطقهٔ مسکونی در روسیه است که در داغستان واقع شده‌است.